# Golden Brooks
Golden Ameda Brooks (San Francisco, California; 1 de diciembre de 1970) es una actriz estadounidense. Es conocida por su papel de nueve años como Maya Wilkes en la comedia Girlfriends.

## Biografía
Como niña, era una competidora de patinaje artístico y ganó varios trofeos. Brooks también es una bailarina de formación clásica; estudió y enseñó ballet, jazz y danza moderna.
Brooks estudió literatura y sociología, y es una graduada de la Universidad de California en Berkeley. Tiene una hija con su exnovio D.B. Woodside, Dakota Tao Brooks-Woodside, nacida el 1 de septiembre de 2009.

## Carrera
Brooks es conocida por interpretar a Maya Wilkes en la serie Girlfriends.
Dirigió el episodio "Hustle & Dough,"" y escribió el episodio de 2007 titulado "Snap Back", en que apareció al estrella Erykah Badu.

## Filmografía
| Año  | Película                   | Papel           |
| ---- | -------------------------- | --------------- |
| 1998 | Linc's                     | CeCe Jennings   |
| 2000 | Timecode                   | Onyx Richardson |
| 2002 | Impostor                   | Hermana de Cale |
| 2004 | Beauty Shop                | Chanel          |
| 2005 | Something New              | Suzette         |
| 2006 | Motives                    | Allannah James  |
| 2008 | A Good Man Is Hard to Find | Rachel          |
| 2009 | Polish Bar                 | Ebony           |
| 2010 | The Inheritance            | Ebony           |
| 2018 | Mentes poderosas           | Molly Daly      |